# Benegas

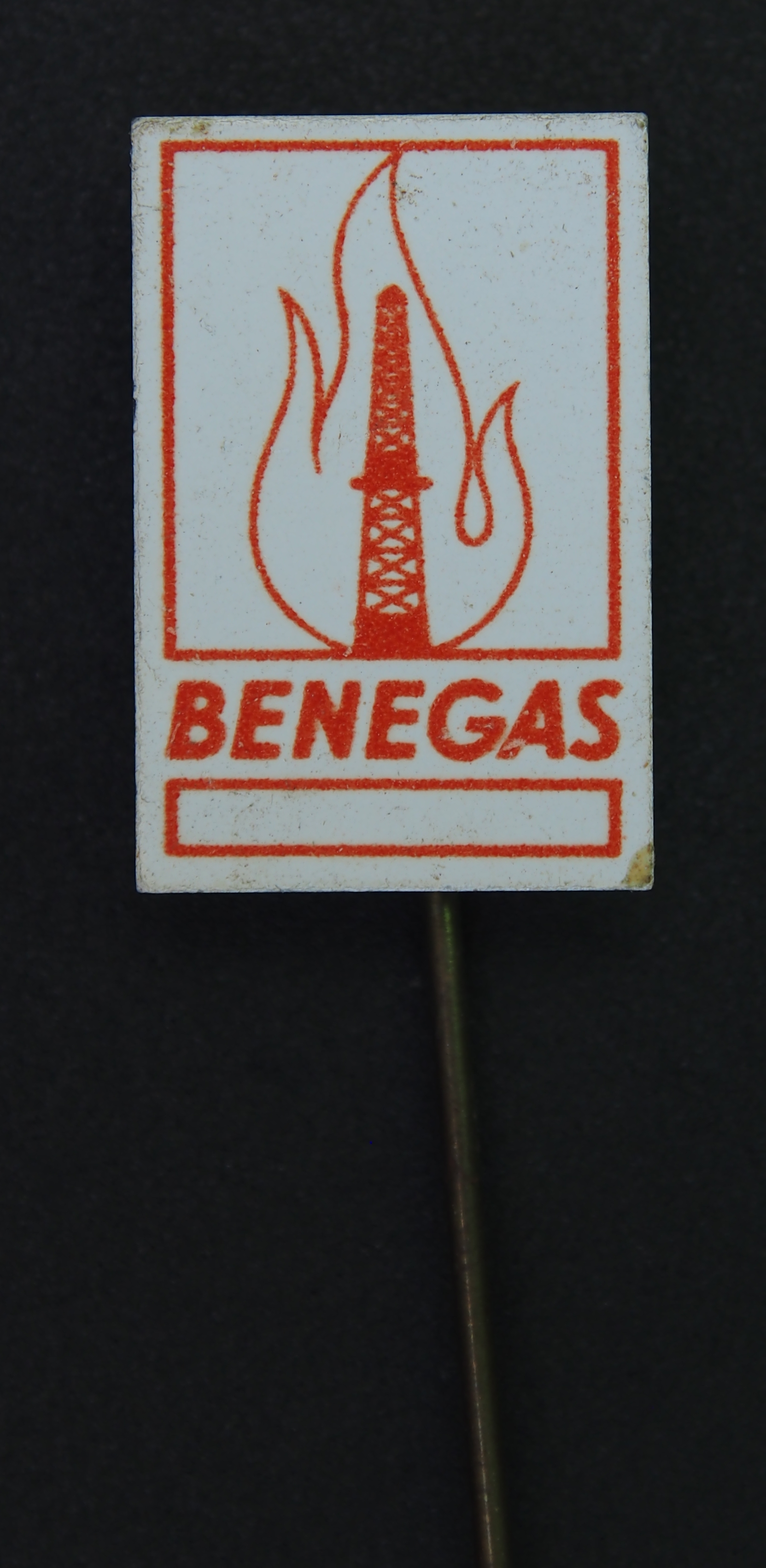
Pin met oud Benegaslogo

Benegas is een Nederlandse propaangasleverancier die actief is in Nederland, België en Duitsland. Het kantoor en het productieterrein bevinden zich in de Gelderse plaats Putten. Het bedrijf richt zich op de verkoop van propaan voor gebruik in plaatsen waar een aardgasaansluiting niet mogelijk is:
- in bulktanks bij particulieren en bedrijven
- in losse stalen flessen, zoals voor de binnenvaart, de ballonvaart, de horeca, de bouw en de industrie.

Daarnaast verkoopt het LPG voor auto’s en drijfgas voor spuitbussen.

## Geschiedenis
Het bedrijf is opgericht in 1932 met de naam N.V. Tankopslag en Transport-Maatschappij. Het bedrijf handelde voornamelijk in petroleumproducten. In 1953 wordt de naam verandert naar Nederlandse Maatschappij voor Petroleumgassen N.V. om in te spelen op de opkomst van gas na de Tweede Wereldoorlog. Dit was nog voor het gebruik van aardgas wat eind jaren zestiger jaren van de 20e eeuw enorm in populariteit won. In 1966 wordt Benegas een joint venture van Petrogaz-Brussel (BP) en het Belgische Petrofina. Er wordt een productielocatie geopend in Putten waar het gas wordt aangevoerd per trein. Dit propaangas werd vooral gebruikt voor mobiele locaties als snackwagens maar ook in het buitengebied bij agrarische bedrijven en campings. In 1989 wordt Benegas een volledige dochter van BP Nederland. Dit verandert in 2012 wanneer het bedrijf onderdeel wordt van DCC Energy, een Ierse beursgenoteerde onderneming.